# تپه قلعه وشتگان
تپه قلعه وشتگان مربوط به دوران‌های تاریخی پس از اسلام است و در شهرستان دلیجان، دهستان جاسب، روستای وشتگان واقع شده و این اثر در تاریخ ۱۱ دی ۱۳۸۰ با شمارهٔ ثبت ۴۶۱۲ به‌عنوان یکی از آثار ملی ایران به ثبت رسیده است.